# Ethylvinylsulfon
Ethylvinylsulfon is een vinylsulfon met een ethylgroep. Het is een lichtgele heldere vloeistof.

## Synthese
Ethylvinylsulfon kan bereid worden uit de reactie van etheen met zwaveldioxide, in waterige oplossing met palladium(II)chloride als katalysator en een opgelost halogenide, bijvoorbeeld kaliumchloride, als co-katalysator.

## Toepassingen
Ethylvinylsulfon is polymeriseerbaar op zichzelf of samen met andere onverzadigde verbindingen zoals styreen, 1,3-butadieen of acrylnitril. Het is ook gebruikt voor de behandeling van cellulose.